# ميخائيل غرين (عالم سياسة)
ميخائيل غرين (بالإنجليزية: Michael Green)‏ هو عالم سياسة أمريكي، ولد في 1961.